# Segunda División de México 1951-52
La temporada 1951-52 de la Segunda División de México fue el segundo torneo de la categoría de plata del fútbol mexicano. Contó con la participación de diez equipos, se celebró entre los meses de septiembre de 1951 y enero de 1952 tras 18 jornadas terminando como campeón el conjunto de La Piedad. En esta segunda edición de la competición se sumaron tres equipos respecto al campeonato anterior: el ya citado conjunto de La Piedad, el equipo de La Concepción de Puebla y el Moctezuma de Orizaba. Además de la llegada del San Sebastián de León, primer equipo descendido de la Primera División.

## Cambios
- El Club Zacatepec ascendió a Primera División.
- El Club San Sebastián de León descendió desde Primera División, convirtiéndose en el primer equipo que perdió su plaza en el máximo circuito por su desempeño deportivo.
- Los clubes La Concepción de Puebla, La Piedad y Moctezuma de Orizaba entraron en esta categoría.

## Formato de competencia
Los diez equipos compiten en un grupo único, todos contra todos a visita recíproca. Se coronaria campeón el equipo con la mayor cantidad de puntos y así conseguir el ascenso; si al final de la campaña existiera empate entre dos equipos en la cima de la clasificación, se disputaría un duelo de desempate para definir al campeón, esto claro sin considerar de por medio ningún criterio de desempate.

## Equipos participantes

### Equipos por entidad federativa
| Entidad Federativa | N.º | Equipos                     |
| ------------------ | --- | --------------------------- |
| Michoacán          | 3   | La Piedad, Morelia y Zamora |
| Guanajuato         | 2   | Irapuato y San Sebastián    |
| Estado de México   | 1   | Toluca                      |
| Hidalgo            | 1   | Pachuca                     |
| Puebla             | 1   | La Concepción               |
| Querétaro          | 1   | Querétaro                   |
| Veracruz           | 1   | Moctezuma                   |

### Información sobre los equipos participantes
| \| Equipo \| Sede \| Estadio \| En Segunda desde... \| \| ---------------------- \| ------------------------ \| ----------------------- \| ------------------- \| \| Irapuato (IRA) \| Irapuato, Guanajuato \| Revolución \| 1950 \| \| La Concepción AC (LCO) \| Puebla, Puebla \| Parque El Mirador \| 1951 \| \| La Piedad (LPI) \| La Piedad, Michoacán \| Campo Santa Ana Pacueco \| 1951 \| \| Moctezuma (MOC) \| Orizaba, Veracruz \| Moctezuma \| 1951 \| \| Morelia (MOR) \| Morelia, Michoacán \| Campo Morelia \| 1950 \| \| Pachuca (PAC) \| Pachuca, Hidalgo \| Campo Margarito Ramírez \| 1950 \| \| Querétaro (QRO) \| Querétaro, Querétaro \| Municipal \| 1950 \| \| San Sebastián (SSE) \| León, Guanajuato \| La Martinica \| 1951 \| \| Toluca (TOL) \| Toluca, Estado de México \| Campo del Tívoli \| 1950 \| \| Zamora (ZAM) \| Zamora, Michoacán \| Parque Juan Carreño \| 1950 \| |                          |                         |                     |
| Equipo | Sede                     | Estadio                 | En Segunda desde... |
| Irapuato (IRA) | Irapuato, Guanajuato     | Revolución              | 1950                |
| La Concepción AC (LCO) | Puebla, Puebla           | Parque El Mirador       | 1951                |
| La Piedad (LPI) | La Piedad, Michoacán     | Campo Santa Ana Pacueco | 1951                |
| Moctezuma (MOC) | Orizaba, Veracruz        | Moctezuma               | 1951                |
| Morelia (MOR) | Morelia, Michoacán       | Campo Morelia           | 1950                |
| Pachuca (PAC) | Pachuca, Hidalgo         | Campo Margarito Ramírez | 1950                |
| Querétaro (QRO) | Querétaro, Querétaro     | Municipal               | 1950                |
| San Sebastián (SSE) | León, Guanajuato         | La Martinica            | 1951                |
| Toluca (TOL) | Toluca, Estado de México | Campo del Tívoli        | 1950                |
| Zamora (ZAM) | Zamora, Michoacán        | Parque Juan Carreño     | 1950                |

## Clasificación final
| Pos. | Equipo        | Pts. | PJ | G  | E | P  | GF | GC | Dif. | Clasificación              |
| ---- | ------------- | ---- | -- | -- | - | -- | -- | -- | ---- | -------------------------- |
| 1    | La Piedad (C) | 25   | 18 | 10 | 5 | 3  | 37 | 21 | +16  | Ascenso a Primera División |
| 2    | San Sebastián | 22   | 18 | 9  | 4 | 5  | 50 | 28 | +22  |                            |
| 3    | Toluca        | 21   | 18 | 8  | 5 | 5  | 34 | 21 | +13  |                            |
| 4    | La Concepción | 20   | 18 | 8  | 4 | 6  | 36 | 22 | +14  |                            |
| 5    | Irapuato      | 18   | 18 | 5  | 8 | 5  | 29 | 26 | +3   |                            |
| 6    | Zamora        | 18   | 18 | 5  | 8 | 5  | 27 | 27 | 0    |                            |
| 7    | Morelia       | 18   | 18 | 7  | 4 | 7  | 33 | 39 | −6   |                            |
| 8    | Moctezuma     | 17   | 18 | 7  | 3 | 8  | 32 | 31 | +1   |                            |
| 9    | Querétaro     | 15   | 18 | 4  | 7 | 7  | 19 | 34 | −15  |                            |
| 10   | Pachuca       | 6    | 18 | 3  | 0 | 15 | 21 | 66 | −45  |                            |

 Fuente: RSSSF
Criterios de clasificación: Puntos · Diferencia de goles · Goles a favor · Play-off

## Resultados

### Tabla de marcadores
| Local \ Visitante | IRA | LCO | LPD | MOC | MOR | PAC | QUE | SSE | TOL | ZAM |
| ----------------- | --- | --- | --- | --- | --- | --- | --- | --- | --- | --- |
| Irapuato          | —   | 2–2 | 1–1 | 3–0 | 2–0 | 3–1 | 0–2 | 3–2 | 1–1 | 1–1 |
| La Concepción     | 2–0 | —   | 1–2 | 2–1 | 5–1 | 5–1 | 4–1 | 2–2 | 1–1 | 3–1 |
| La Piedad         | 3–3 | 1–0 | —   | 6–2 | 4–0 | 0–1 | 1–1 | 1–1 | 1–1 | 2–1 |
| Moctezuma         | 0–0 | 1–0 | 1–2 | —   | 0–1 | 5–0 | 3–0 | 5–3 | 4–3 | 3–1 |
| Morelia           | 2–1 | 1–2 | 3–1 | 1–1 | —   | 3–1 | 1–1 | 1–3 | 4–1 | 5–1 |
| Pachuca           | 1–0 | 2–5 | 1–6 | 2–3 | 3–4 | —   | 2–1 | 0–4 | 3–9 | 0–3 |
| Querétaro         | 1–1 | 1–0 | 1–2 | 1–0 | 2–2 | 2–1 | —   | 1–1 | 0–0 | 2–2 |
| San Sebastián     | 3–2 | 2–1 | 1–2 | 1–0 | 6–1 | 8–1 | 8–1 | —   | 3–2 | 0–0 |
| Toluca            | 3–5 | 1–0 | 1–2 | 2–0 | 5–3 | 3–1 | 3–1 | 3–1 | —   | 5–4 |
| Zamora            | 1–1 | 1–1 | 1–0 | 3–3 | 0–0 | 2–0 | 3–0 | 2–1 | 0–0 | —   |

|                                |
| La Piedad Campeón 1.er título. |

| Predecesor: 1950-51 | Temporadas de la Segunda División de México 1951/52 | Sucesor: 1952/53 |